# Hexagon AB
 Hexagon AB — технологическая мультибрендовая группа компании со штаб-квартирой в Швеции.

## Описание
Компания предоставляет технологии точных измерений и имеет три бизнес-направления: геопространственные измерения (геодезия и GPS), промышленная метрология и технологии. Компания продает свои продукты и услуги под более чем 35 различными брендами по всему миру. В группе работает около 18 000 человек в 50 странах.

## История
Hexagon AB была основана в 29 августа 1975 года в Стокгольме, Швеция, и предоставляет продукты для проектирования, измерения и позиционирования объектов. Основными потребителями услуг компании являются геодезисты, правительственные учреждения, картографические компании, отрасли строительства, безопасности и обороны.
Hexagon AB приобрела ERDAS компания, которая была основана в 1978 году. ERDAS разрабатывала различные продукты для обработки спутниковых изображений от таких компании как  AVHRR, Landsat MSS и TM, а также Spot Image для использования в картографии, землепользовании, обезлесения и помощи в геологоразведке нефтяных запасов.
В феврале 2017 года приобрела в американскую компанию MSC Software .
В июне 2018 года было объявлено о приобретении AutonomouStuff, одного из ведущих в мире поставщиков интегрированных автономных автомобильных решений. 

## Бренды
- Agatec
- Brown & Sharpe
- Bricsys (acquired 2018)
- Cognitens
- DEA
- Elcome Technologies
- ERDAS
- Forming Technologies
- GeoMax
- Intergraph
- Leica Geosystems
- Leitz
- Luciad
- MicroSurvey
- MSC Software
- Multivista
- New River Kinematics
- NovAtel
- ROMER
- Sheffield Measurement
- Sisgraph
- Tesa
- Wilcox Associates
- Z/I Imaging